# Rosa Balaguer Oltra
Rosa Balaguer Oltra (Dénia, circa 1956 - Valencia, 25 de febrer de 2022) fou una periodista valenciana, pionera de la ràdio en valencià.
De jove formà part del grup de Teatre Llebeig. Estigué junt a Toni Mestre en De dalt a baix, i a partir del 1982, quan fou cancel·lat, al programa que el va substituir, Ara i ací. Posteriorment, presentà l'informatiu de RTVE d'Aitana, i es dedicà a la docència.